# Sparo Manero
Sparo Manero, noto anche come Manero Il Turco, pseudonimo di Pietro Clemente (Roma, 8 luglio 1977), è un rapper italiano.

## Biografia
Inizia la sua attività prima nei Flaminio Maphia dove nel 1996 produce Restafestagangsta, e poi nei Rome Zoo, partecipando alla prima raccolta di Epicentro Romano Vol.1 nel 1998. Nel 1999 pubblica il singolo Canzoni e produce una collaborazione per la raccolta Suoni dalla strada. Il suo primo album Tutta sostanza esce nel 2000 e nello stesso anno l'MC romano collabora in Negri de Roma di Indelebile Inchiostro ed in Epicentro romano vol. 2; nel 2001 collabora invece in Lo capisci l'italiano vol. 3 di DJ Double S.
Nel 2002 esce il secondo album in studio Direzione non so dove e nello stesso anno collabora con Esa nel suo album Tutti gli uomini del presidente. Quattro anni più tardi pubblica il terzo album  Musica seria, che vede partecipazioni importanti della scena come Danno, Noyz Narcos e Gente de Borgata. In seguito Sparo si unisce a Gufo Supremo e DJ Fester, partecipando al progetto Gente de Borgata.
Nel 2012 esce Manifesto, il sesto album con Gente de Borgata che vanta collaborazioni con molti rapper e DJ della scena italiana tra cui Kaos, Colle der Fomento e DJ Double S. Nel 2014 collabora assieme a Danno, Primo e Marciano al brano Niente x nessuno, prodotto da Mr. Phil e nello stesso anno partecipa al mixtape di DJ Gengis Rome Sweet Home, prendendo successivamente parte assieme a Noyz Narcos, Er Costa e allo stesso DJ Gengis al tour nazionale Rome Sweet Home Official Tour.

## Discografia

### Da solista
- 2000 – Tutta sostanza
- 2002 – Direzione non so dove
- 2006 – Musica seria
- 2016 – Rap Autore
- 2019 – Lontano
- 2024 – Mentalità

### Con i Flaminio Maphia
- 1997 – Rastafestagangsta

### Con i Gente de Borgata
- 2005 – Benvenuti in borgata vol. 1
- 2007 – Basta co ste lagne
- 2009 – Te ce ritrovi EP
- 2009 – Terra terra
- 2009 – Benvenuti in borgata vol. 2
- 2013 – Manifesto
- 2015 – Benvenuti in borgata vol. 3

### Collaborazioni
- 1999 – DJ Double S & DJ Baro ft. 2 Buoni Motivi & Manero Il Turco - Come dentro un film (da 6 piedi sotto mixtape)
- 2000 – 2 Buoni Motivi ft. Manero Il Turco - Un giorno come tanti (da Meglio tardi che mai)
- 2000 – 2 Buoni Motivi ft. Manero Il Turco - Tutti amici... (trio di Dio) (da Incompatibile - MC Giaime)
- 2002 – 2 Buoni Motivi ft. Manero Il Turco & WiskBeatz - Cinico TV (da Italian Super Groove)
- 2002 – Esa aka El Prez ft. Colle der Fomento, 2 Buoni Motivi, Manero Il Turco - Le mille e una notte (da Tutti gli uomini del presidente)
- 2002 – TruceBoys ft. Benetti DC, Noyz Narcos, Manero Il Turco, DJ Fester & 2 Buoni Motivi - Saloon (da TruceBoys EP)
- 2004 – Amir & Mr. Phil ft. Manero Il Turco - Cicatrici (da Naturale)
- 2004 – DJ Fester ft. Manero Il Turco - Niente bugie (da Skills nelle mani vol. 2)
- 2005 – Mr. Phil ft. Manero Il Turco & Colle der Fomento - Punti di domanda (Kill Phil Exclusive) (da Kill Phil)
- 2005 – Mr. Phil ft. Manero Il Turco, Flaminio Maphia & Crema - Flaminio retrò (Ghost Track) (da Kill Phil
- 2005 – Mr. Phil ft. Manero Il Turco & Noyz Narcos - Non ci si crede (da Kill Phil)
- 2006 – DJ Fede ft. Manero Il Turco - Seguimi (da Rock the Beatz)
- 2006 – Mr. Phil ft. Manero Il Turco, Jeru Da Damaja & DJ Double S - Un Cuore che batte (da Guerra fra poveri)
- 2006 – Inoki ft. Manero Il Turco, Duke Montana, G-Max, Piotta & TruceBoys - Rom Connection (da The Newkingztape Vol. 1)
- 2006 – Supremo73 ft. Manero Il Turco & Danno - Veramente vera (da Qualità premio)
- 2006 – Supremo73 ft. Manero Il Turco, Simo & DJ Gengis Khan-  Basta con 'ste lagne (da Qualità premio)
- 2006 – Supremo73 ft. Manero Il Turco & Danno - Veramente vera Remix (da Qualità premio)
- 2006 – Colle der Fomento ft. Manero Il Turco - Punti di domanda (da Anima e ghiaccio)
- 2007 – Lame ft. Manero Il Turco - Non c'è tempo (da 9000 giri Mixtape)
- 2007 – Inoki ft. Manero Il Turco - Perdersi (da Nobiltà di strada)
- 2007 – Lucci ft. Manero Il Turco - Talk Back (da The Secret Mixtape)
- 2007 – DJ Gengis Khan ft. Manero Il Turco - Mixtape Blend (da Mixtape Numero Uno)
- 2008 – Noyz Narcos & DJ Gengis Khan ft. Manero Il Turco & Supremo73 - No Way (da The Best Out Mixtape)
- 2008 – Don Diego ft. Coez, DJ Argento & Manero Il Turco - Che cambia? (da Double Deck)
- 2008 – Er Costa & Er Negretto ft. Manero Il Turco - Il tempo vola (da Una storia italiana X)
- 2008 – Manero Il Turco - Rabbia, Ragioni E Radici (da Quarto blocco Mixtape)
- 2008 – Giamma ft. Manero Il Turco - Guardie (da Pura vita)
- 2008 – Fuoco Negli Occhi ft. Manero Il Turco - Lacrime di Fango (da Full Immersion)
- 2008 - Suarez feat. Il Turco, Supremo 73 & Mystic One - Porto Musica (da De Rustica Progenie Semper Villana Fuit)
- 2009 – Brokenspeakers ft. Manero Il Turco - Nel Bene E Nel Male (da BrokenSpeakers)
- 2010 – Simon P ft. Il Turco - Grey Carpet
- 2011 – Rasty Kilo ft. Il Turco - La Roma Guasta
- 2012 – Barracruda ft. Il Turco, Suarez, Nex Cassel, Ghost Dogz
- 2012 - Suarez feat. Il Turco & Supremo 73 - Problema mio (da Essi Vivono)
- 2013 – Mr. Phil ft. Baby K, Il Turco, Er Costa, DJ Double S - Tutto OK
- 2013 – Mr. Phil ft. Masito, Danno, Primo, Il Turco - Poteri forti (da Poteri forti)
- 2013 – Crine J & Simon P ft. Noyz Narcos, Il Turco - Ultimi
- 2014 – Cruel T ft. Il Turco - Vestito di bugie
- 2014 – Mr. Phil ft. Paura & Il Turco - Covo di vipere (da Niente x nessuno)
- 2014 – Mr. Phil ft. Il Turco, Danno, Primo, Marciano - Niente x nessuno
- 2015 – Suarez ft. Il Turco - Sempre gli stessi
- 2015 – Il Turco - Tutto e niente (da Benvenuti in borgata Mixtape)
- 2015 – Il Turco - Tra le rovine (da Benvenuti in borgata Mixtape)
- 2015 – Il Turco ft. Coez - Sempre qua (da Benvenuti in borgata Mixtape)
- 2015 – Il Turco - La ballata della stanchezza (da Benvenuti in borgata Mixtape)
- 2015 – Il Turco - George Benson (da Benvenuti in borgata Mixtape)
- 2015 – Il Turco - La roba mejo (da Benvenuti in borgata Mixtape)
- 2015 – Il Turco - Chinaski (da Benvenuti in borgata Mixtape)
- 2015 – Il Turco ft. Lucci - Clark Nova (da Benvenuti in borgata Mixtape)
- 2015 – Il Turco ft. Suarez - Zombie (da Benvenuti in borgata Mixtape)
- 2015 – Don Diegoh & Ice One ft. Il Turco - Latte & sangue
- 2019 - Dj Fastcut feat. Suarez, Il Turco, Mattak, Wiser, Funky Nano & Sgravo - Roma Cypher